# Constant Huret
Constant Huret, född den 26 januari 1870 i Ressons-le-Long, död den 18 september 1951 i Paris, var en fransk tävlingscyklist. På landsväg var hans främsta merit segern i Bordeaux–Paris 1899, medan han på bana blev världsmästare i stayer 1900 och vann Bol d'Or fyra gånger.
1902 blev Huret påkörd av en cyklist när han korsade banan i Vélodrome d'Hiver i Paris och bröt då fotleden så illa att hans karriär var över.

## Meriter

### Landsväg
1899
Vinnare av Bordeaux–Paris

### Bana
1894
Vinnare av Bol d'Or
Fransk mästare i stayer
1895
Vinnare av Bol d'Or
1898
Vinnare av Bol d'Or
1900
Världsmästare i stayer
2:a vid Europamästerskapen i stayer
1902
Vinnare av Bol d'Or